# Mayaguduna
Mayaguduna är ett utdött australiskt språk. Mayaguduna talades i Queensland. Mayaguduna tillhörde de pama-nyunganska språken.